# باشگاه ورزشی کامدونیا چلسی
باشگاه ورزشی کامدونیا چلسی یک باشگاه فوتبال در سنت وینسنت و گرنادین‌ها است. آنها در حال حاضر در لیگ دسته اول قهرمانی باشگاه‌های کشور بازی می‌کنند. این باشگاه در شهر کمپدن پارک در سنت اندرو پریش مستقر است.

## افتخارات
- لیگ برتر سنت وینسنت و گرنادین‌ها: ۴ قهرمانی